# Burt Young
Burt Young (New York, 30 april 1940 – Los Angeles, 8 oktober 2023) was een Oscar-genomineerde Amerikaanse acteur, die het meest bekend is geworden door zijn rol als Paulie in de filmreeks Rocky.
Hij speelde in alle zes de Rocky-films en heeft in totaal in meer dan honderdzestig films en televisieshows geacteerd.
Young overleed op 8 oktober 2023 op 83-jarige leeftijd.